# Lagazuoi
Le Lagazuoi est une montagne qui s'élève à 2 835 m d'altitude près de Cortina d'Ampezzo, au sein du groupe de Fanes, dans les Dolomites en Italie.
Le Lagazuoi est en fait constitué de deux reliefs principaux distincts, respectivement appelés Piccolo Lagazuoi et Grande Lagazuoi.
Le lac homonyme — le lac de Lagazuoi — est situé à proximité, et constitue un objectif de randonnée très apprécié. Il peut également être atteint par le téléphérique du Lagazuoi.